# Mateo Garralda
Mateo Jesús Garralda Larumbe (Burlada, 1 de dezembro de 1969) é um ex-handebolista profissional e treinador espanhol, campeão europeu.